# Bärbel Köster

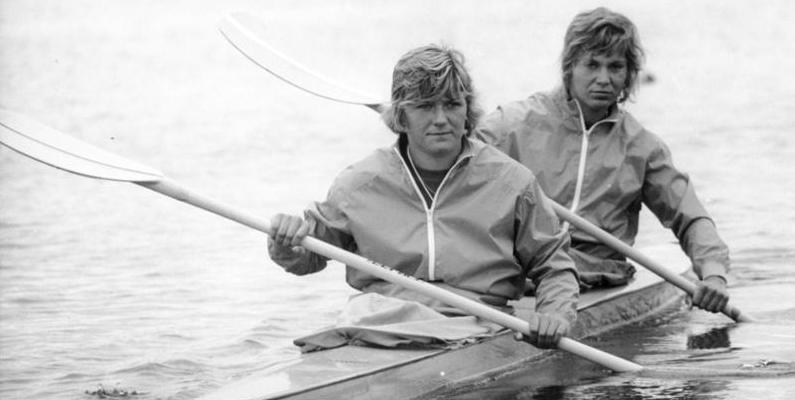
Bärbel Köster (links) und Carola Zirzow beim Training 1976 in Montreal

Barbara „Bärbel“ Köster, nach Heirat Bärbel Madaus, (* 26. Mai 1957 in Lübbersdorf) ist eine ehemalige deutsche Kanutin. Sie gewann vier Weltmeistertitel und eine olympische Bronzemedaille für die DDR.
Bärbel Köster startete für den SC Neubrandenburg, wo sie von Horst Kautzke trainiert wurde. Sie gewann zusammen mit Anke Ohde bei der Junioreneuropameisterschaft 1973 Silber im Zweier-Kajak und Gold im Vierer-Kajak. 1974 nahm sie in Mexiko-Stadt erstmals an der Weltmeisterschaft in der Erwachsenenklasse teil. Im Zweier-Kajak siegte sie zusammen mit Anke Ohde und zusammen mit Ilse Kaschube und Carola Zirzow gewannen die beiden auch im Vierer-Kajak. 1975 bei der Weltmeisterschaft in Belgrad trat Bärbel Köster im Zweier-Kajak mit Carola Zirzow an und verteidigte ihren Weltmeistertitel. Auch im Vierer-Kajak gewann das Boot aus der DDR erneut den Titel, neben Zirzow und Köster saßen Anke Ohde und Bettina Müller im Vierer. Bei den Olympischen Spielen 1976 in Montreal standen nur der Einer-Kajak und der Zweier-Kajak auf dem Programm. Im Einer siegte Carola Zirzow, im Zweier-Kajak erhielten Zirzow und Köster Bronze hinter den Booten aus der Sowjetunion und aus Ungarn.
1974 erhielt sie für ihre sportlichen Erfolge den Vaterländischen Verdienstorden in Bronze.
Köster erlernte den Beruf der Wirtschaftskauffrau und arbeitete später in einem Rehabilitationszentrum in Neubrandenburg.